# Aloe mudenensis
Aloe mudenensis ist eine Pflanzenart der Gattung der Aloen in der Unterfamilie der Affodillgewächse (Asphodeloideae). Das Artepitheton mudenensis verweist auf das Vorkommen der Art im Muden-Tal in Südafrika.

## Beschreibung

### Vegetative Merkmale
Aloe mudenensis wächst stammbildend, ist einfach oder bildet kleine Gruppen. Die aufrechten oder niederliegenden Stämme erreichen eine Länge von bis zu 80 Zentimeter und sind 10 Zentimeter dick. Die etwa 20 lanzettlich verschmälerten Laubblätter bilden eine dichte Rosette. Die bläulich grüne, manchmal linierte Blattspreite ist bis 25 bis 30 Zentimeter lang und 8 bis 9 Zentimeter breit. Auf ihr befinden sich zerstreut viele weiße, längliche Flecken. Die linierte Blattunterseite ist heller und manchmal mit länglichen, trübweißen, zerstreuten oder mehr oder weniger in Querbändern angeordneten Flecken besetzt. Die stechenden, braunen Zähne am Blattrand sind bis zu 7 Millimeter lang und stehen 10 bis 20 Millimeter voneinander entfernt. Der Blattsaft trocknet rötlich purpurfarben.

### Blütenstände und Blüten
Der Blütenstand weist vier bis acht Zweige auf und erreicht eine Länge von bis zu 100 Zentimeter. Die ziemlich dichten, fast kopfigen Trauben sind etwa 12 Zentimeter lang und 8 bis 9 Zentimeter breit. Die deltoid spitz zulaufenden Brakteen weisen eine Länge von 12 bis 15 Millimeter auf. Die lachsorangefarbenen, manchmal rötlichen Blüten stehen an 20 bis 25 Millimeter langen Blütenstielen. Sie sind 35 Millimeter lang und an ihrer Basis gestutzt. Auf Höhe des Fruchtknotens weisen die Blüten einen Durchmesser von 8 Millimeter auf. Darüber sind sie abrupt auf 5 Millimeter verengt und schließlich zur Mündung erweitert. Ihre äußeren Perigonblätter sind auf einer Länge von 9 Millimetern nicht miteinander verwachsen. Die Staubblätter und der Griffel ragen kaum aus der Blüte heraus.

### Genetik
Die Chromosomenzahl beträgt {\displaystyle 2n=14}.

## Systematik und Verbreitung
Aloe mudenensis ist im Norden der südafrikanischen Provinz KwaZulu-Natal im Trockenbusch in Höhen von 500 bis 1700 Metern verbreitet.
Die Erstbeschreibung durch Gilbert Westacott Reynolds wurde 1937 veröffentlicht.

## Nachweise